# Акулий хрящ

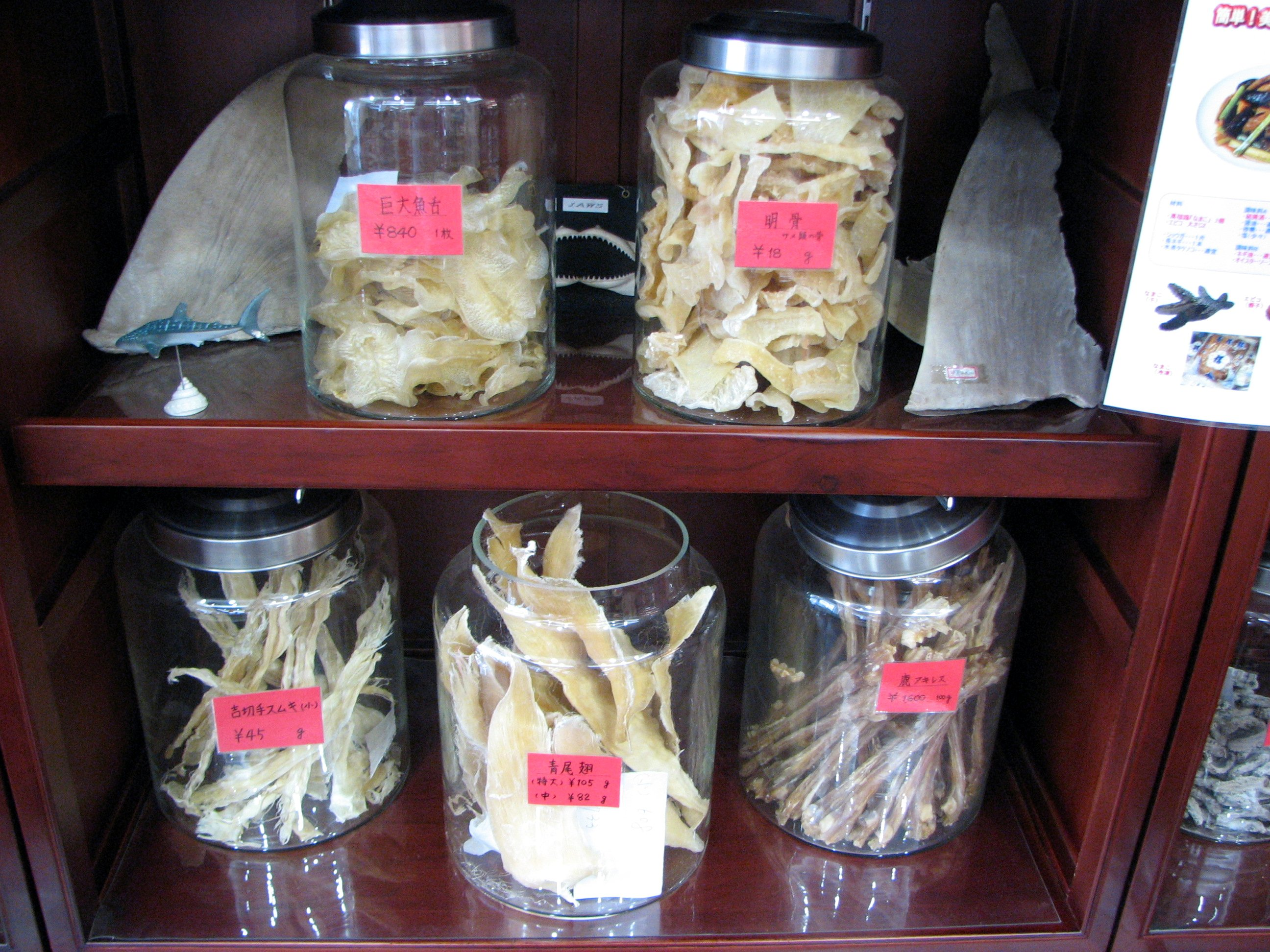
Акулий хрящ, продажа в аптеке традиционной китайской медицины в Японии

Акулий хрящ — эластичная костная ткань, из которой состоит скелет акулы.

## Исследования и применение
Порошок, полученный из акульего хряща, был предложен Уильямом Лейном[уточнить] как альтернативное средство для борьбы с раковой опухолью. Однако на данный момент не существует каких бы то ни было научных исследований, которые бы подтвердили гипотезу о том, что акулий хрящ является действенным средством в борьбе с раком. 
Как отмечает академик-онколог А. В. Важенин: «Рак не найден только у акул и лам. На этом была построена жульническая теория и создание препарата, который был популярен в 80–90-е годы[уточнить] прошлого века, изготавливался из акульих хрящей и якобы излечивал от рака. Создавался ажиотаж и дефицит, родственники продавали квартиры, чтобы купить чудо-препарат и вылечить близкого человека. На самом деле это была просто профанация, никакой научной основы в нем не было. В настоящее время такое же пытаются провернуть с ламами: появляются публикации в прессе, идёт реклама товара». 
Также акулий хрящ продают как биологические активные добавки, производители которых позиционируют их, как средства для восстановления  суставов. 